# Alcóxido

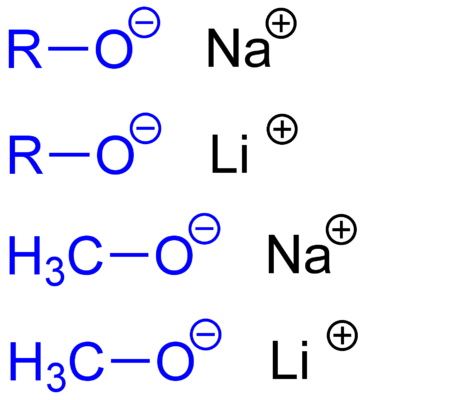
Alcóxido

Los alcóxidos o alcoholatos son aquellos compuestos del tipo ROM, siendo R un grupo alquilo, O un átomo de oxígeno y M un ion metálico u otro tipo de catión.
Los alcóxidos se obtienen a partir de los respectivos alcoholes mediante su desprotonación. Se emplean bases fuertes, por ejemplo hidruro de sodio, NaH, o metales alcalinos (normalmente sodio y potasio). En la reacción se desprende hidrógeno.
ROH + NaH → RO–Na+ + H2
En química inorgánica los alcóxidos se emplean como ligandos.

## Nomenclatura
Se pueden nombrar con la terminación óxido o como derivados del alcohol que proceden. Por ejemplo, el KOC(CH3)3 se puede nombrar de las siguientes formas:
- terc-butóxido de potasio
- terc-butilato de potasio